# Igreja Ortodoxa Autocéfala Ucraniana (1919-1937)
A Igreja Ortodoxa Autocéfala Ucraniana (ucraniano: Українська автокефальна православна церква; russo: Украинская автокефальная православная церковь) foi uma jurisdição da Igreja Ortodoxa na Ucrânia que surgiu em 1919-1920. Inicialmente contou com o apoio das autoridades soviéticas, a fim de enfraquecer a Igreja Ortodoxa Russa. Suspendeu sua existência no final da década de 1930 devido a repressões em massa na URSS.

## História
Após a proclamação do primeiro Estado ucraniano independente, a República Popular Ucraniana, em 25 de janeiro de 1918, o clero ucraniano tentou cimentar a independência do Estado com o estabelecimento de uma Igreja Ortodoxa autocéfala. Uma resolução da Igreja Ortodoxa Russa de setembro de 1918 aprovou o reconhecimento de uma Igreja ucraniana autônoma. Devido às condições caóticas, os primeiros esforços não tiveram sucesso. No entanto, os bolcheviques, que venceram a guerra civil, queriam enfraquecer a Igreja Ortodoxa Russa e inicialmente simpatizaram com a ideia de uma Igreja nacional ucraniana. A primeira Igreja ucraniana autocéfala foi fundada em Kiev em maio de 1920 e elegeu Basílio Lipkivski como seu primeiro metropolita em outubro de 1921. Por não ter o reconhecimento necessário de um patriarca, foi ordenado por padres e leigos através da “imposição de mãos”, o que era incompatível com o direito canônico ortodoxo. A primeira Igreja ucraniana autocéfala, portanto, não foi reconhecida pelas outras Igrejas ortodoxas. No entanto, em meados da década de 1920, segundo as suas próprias declarações, conseguiu reunir 3-6 milhões de fiéis na Ucrânia, que estavam organizados em 1.000 paróquias com 1.500 padres e 30 bispos. Depois que o vice-lugar-tenente patriarcal Sérgio (desde 1943, Patriarca de Moscou e Toda a Rússia) fez uma declaração ao Estado soviético em 1927 na qual a Igreja Ortodoxa Russa aceitava a separação entre Igreja e Estado, os bolcheviques perderam o interesse na autocefalia ucraniana. O bispo Lipkivski foi forçado a renunciar e banido no mesmo ano, e a Igreja perdeu a autocefalia em 1930. Nos anos seguintes, mais de 1.000 clérigos foram banidos. Deixou de existir em 1937.

## Metropolitas
- Basílio Lipkivski (1921-1927) - Metropolita de Kiev e Toda a Ucrânia;
- Nicolau Boretski (1927-1930) - Metropolita de Kiev e Toda a Ucrânia;
- Ivan Pavlovski (1930 - 1936) - Metropolita de Kharkov e Toda a Ucrânia;
- Vago (1936 - 1937).